# Breitschopf-Seidenkuckuck
Der Breitschopf-Seidenkuckuck oder Breitschopfcoua (Coua verreauxi) ist eine Vogelart aus der Gattung der Seidenkuckucke. Er ist endemisch auf Madagaskar. Benannt ist die Art nach dem französischen Botaniker und Ornithologen Jules Verreaux.

## Merkmale
Der Breitschopf-Seidenkuckuck erreicht eine Länge von 34 Zentimetern. Die Geschlechter sehen gleich aus. Bei den erwachsenen Vögeln ist die Oberseite grau. Der graue Schopf weist schwarze Spitzen auf und kann vorwärts, rückwärts oder aufrecht gerichtet werden. Die Flügel sind leicht dunkel grau mit einer grünlichen Tönung. Der Schwanz ist dunkelgrau mit einer bläulichen und violetten Tönung und einer breiten, weißen Terminalbinde, die nicht auf den mittleren Schwanzfedern verläuft. Der Kopf ist grünlich-grau. Die Unterseite ist weißlich. Kehle und Brust sind grau. Die Brustseiten sind weiß und manchmal sandfarben. Der Augenbereich ist durch eine zweifarbige nackte Gesichtshaut charakterisiert, die ultramarin-blau um sowie vor dem Auge und hell himmelblau hinter dem Auge gefärbt ist. Im Gegensatz zu anderen Seidenkuckuck-Arten verläuft keine schwarze Außenlinie um die Gesichtshaut. Der Augenring ist blau, die Iris ist braun bis rot. Der kleine Schnabel, die Beine und die Füße sind schwarz. Die juvenilen Vögel sehen den Erwachsenen ähnlich. Sie haben einen kurzen Schopf. Die Schwanzfedern sind schmaler und mehr zugespitzt, auch die weiße Terminalbinde ist kürzer. Der Schnabel ist hell.

## Stimme
Der Ruf besteht aus lauten absteigenden, dunklen "crick-crick-crick-corick-corick"- Tönen, die schriller und kratzender sind, als beim entsprechenden „coy coy“-Ruf des Spitzschopf-Seidenkuckucks (Coua cristata). Des Weiteren ist ein lautes, knurrendes „quark quark“ zu hören, gefolgt von einem weichen „coo coo“, das in der Tonhöhe abnimmt.

## Verbreitung
Der Breitschopf-Seidenkuckuck ist ein Standvogel, der im südwestlichen Madagaskar zwischen den Flüssen Onilahy und Menarandra sowie östlich von Menarandra bei Toliara im Korallenkalk-Buschland vorkommt.

## Lebensraum
Der Breitschopf-Seidenkuckuck bewohnt halbtrockene Dornendickichte, die von Wolfsmilch- und Didierea-Gewächsen dominiert sind sowie Steppen auf Sand- und Kalksteinböden zwischen Meereshöhe und Höhenlagen bis 200 Meter. Er hält sich überwiegend auf Bäumen auf.

## Nahrung
Der Breitschopf-Seidenkuckuck ernährt sich von Insekten, Geckos und kleinen Chamäleons. Kassien ergänzen die Nahrung.

## Status
Über den Bestand gibt es keine Angaben. Nur ein kleiner Teil des Verbreitungsgebietes befindet sich innerhalb von Schutzgebieten. Durch Abholzung und Holzkohle-Produktion droht Lebensraumverlust. Die IUCN stuft den Breitschopf-Seidenkuckuck als Art der „Vorwarnliste“ (near threatened) ein.